# Stadtbibliothek Graz
Die Stadtbibliothek Graz ist eine öffentliche Bibliothek in der steirischen Landeshauptstadt Graz. Sie versteht sich als ein Zentrum für Bildung, Information, Kultur und Unterhaltung.

## Geschichte
Öffentliche Bibliotheken in Österreich entstanden im 19. Jahrhundert durch Bildungsvereine, welche auch Träger von Volksbibliotheken waren. Einige solcher Bibliotheken waren in Graz die 1895 gegründete Saria-Bibliothek des Verein Volksbibliothek und drei 1902 gegründete Leihbibliotheken des Verein Volkslesehalle. Am 15. Februar 1940 wurden diese Bibliotheken der Stadt Graz als Schenkung übergeben; die Sariabibliothek bildete damals die Hauptanstalt der Grazer Stadtbüchereien und die drei anderen Bibliotheken die Zweigstellen.
Seit Oktober 1995 ist die Hauptstelle der Stadtbibliothek im denkmalgeschützten Zankl-Hof, dem ehemaligen Farben- und Lackgeschäft der Firma Zankl & Co. aus den 1890er Jahren.

## Standorte

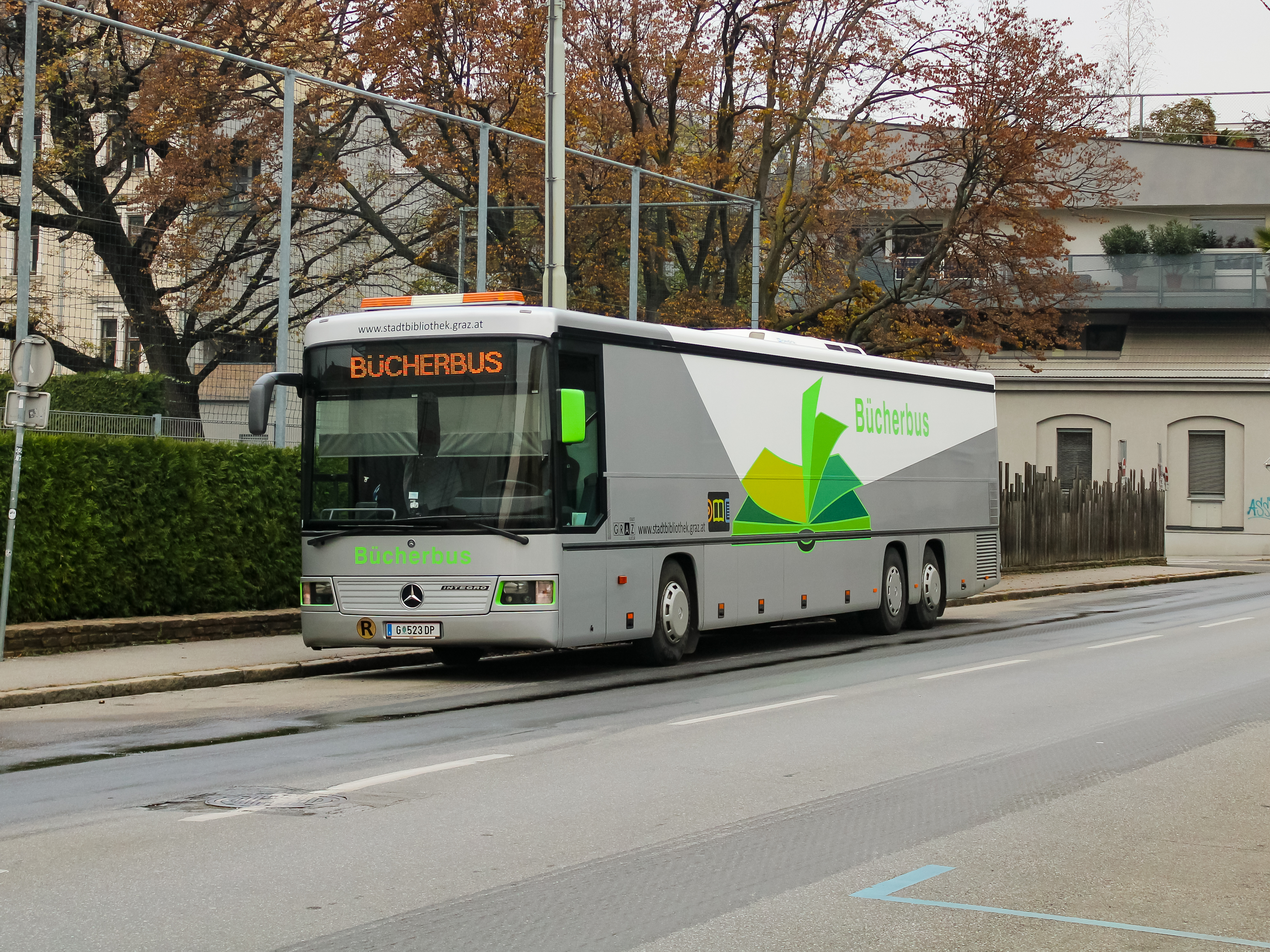
Bücherbus der Stadtbibliothek Graz

Neben der Hauptstelle verfügt die Grazer Stadtbibliothek über sechs Zweigstellen, eine Mediathek und einen Bücherbus mit dem 26 Haltestellen in 10 Grazer Stadtbezirken, davon 17 Schulstandorte, angefahren werden.  Außerdem besteht ein Lieferservice in Kooperation mit allen Grazer Postfilialen.
| Stadtbezirk                  | Bibliothek und Standort                       |
| ---------------------------- | --------------------------------------------- |
| II. Stadtbezirk St. Leonhard | Stadtbibliothek – Zweigstelle Graz Ost        |
| III. Stadtbezirk Geidorf     | Stadtbibliothek – Zweigstelle Graz Nord       |
| V. Stadtbezirk Gries         | Stadtbibliothek Graz – Hauptstelle „Zanklhof“ |
| V. Stadtbezirk Gries         | Mediathek                                     |
| XII. Stadtbezirk Andritz     | Stadtbibliothek – Zweigstelle Andritz         |
| XIII. Stadtbezirk Gösting    | Stadtbibliothek – Zweigstelle Gösting         |
| XIV. Stadtbezirk Eggenberg   | Stadtbibliothek – Zweigstelle Graz West       |
| XVII. Stadtbezirk Puntigam   | Stadtbibliothek – Zweigstelle Graz Süd        |

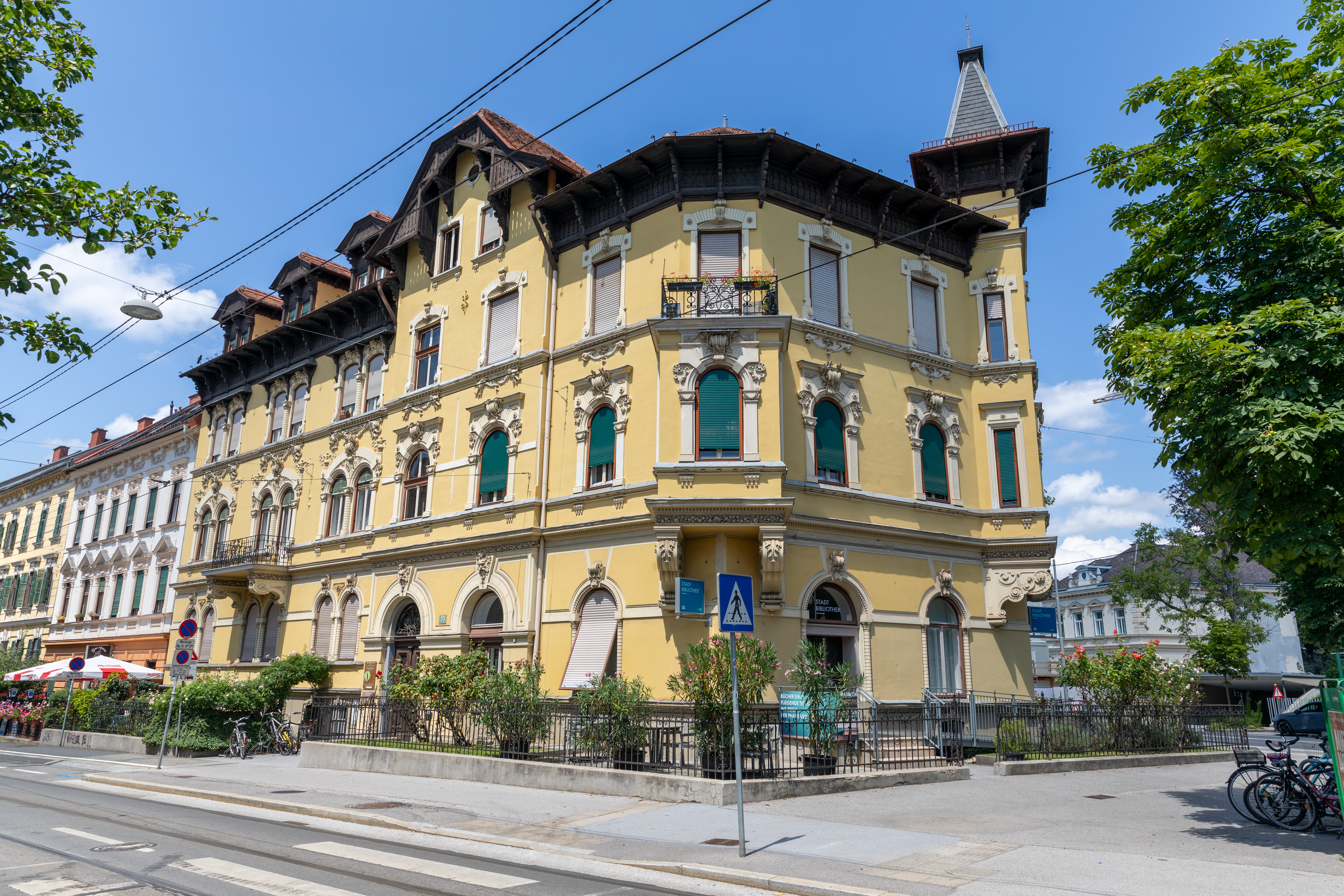
Stadtbibliothek Graz Ost - Schillerplatz

Die Stadtbibliothek Graz betreibt unter dem Namen "Bibliothek digital" eine digitale Bibliothek mit rund 12.000 digitalen Medien (u. a. E-Book, E-Audio, E-Video, E-Music, E-Paper).